# Futbol'nyj Klub Elektrosila
Il Futbol'nyj Klub Elektrosila (in lingua russa Электросила Ленинград), noto anche come Elektrosila e, nel periodo di maggior successo, come Elektrik, è stata una società calcistica sovietica di Leningrado.

## Storia
Fu fondato nel 1922 a Leningrado con il nome Krasnaja Zarja (in russo "Alba Rossa"): partecipò alla massima serie del primo campionato sovietico, finendo ultimo. Nel 1938 cambia nome in Elektrik e arriva fino alla finale della Coppa Sovietica, dove perse contro lo Spartak Mosca. Disputò la massima serie fino al 1939, quando finì penultimo e retrocesse.
Già l'anno seguente, nuovamente col nome di Krasnaja Zarja, vinse il campionato, tornando in massima serie: non vi prese, però, parte a causa dello scoppio della seconda guerra mondiale che portò alla fusione Nel con i concittadini dello Zenit e dell'Avangard, per dar vita al ProfSoyuzy, che però cambiò immediatamente nome in Zenit.
Al termine del conflitto disputò un'unica stagione in seconda serie nel 1946 col nome di Elektrosila, prima di sparire definitivamente.

## Statistiche e record

### Partecipazione ai campionati
| Livello | Categoria      | Partecipazioni | Debutto          | Ultima stagione | Totale |
| ------- | -------------- | -------------- | ---------------- | --------------- | ------ |
| 1º      | Gruppa A       | 5              | 1936 (primavera) | 1939            | 5      |
| 2º      | Gruppa B       | 1              | 1940             | 1940            | 2      |
| 2º      | Vtoraja Gruppa | 1              | 1946             | 1946            | 2      |

## Palmarès

### Competizioni nazionali
- Pervaja Liga sovietica: 1

1940

### Altri piazzamenti
- Coppa dell'Unione Sovietica:

Finalista: 1938
Semifinalista: 1936